# CGTN 아메리카
CGTN 아메리카(CGTN America, 중국어: 中国环球电视网北美分台)은 중국국제텔레비전의 텔레비전 채널 중 하나이다.